# 身廊

一个主教座堂平面图，彩色区域即为身廊

身廊（英語：nave），又譯中殿，是在罗曼式和哥特式的基督教隐修院、主教座堂巴西利卡和教堂建筑中的主体构造。它以中央的方式靠近高位祭坛。其英文术语源自中世纪的拉丁文单词（桅），可能是由于它的拱顶与帆船的龙骨类似。无论是罗曼式、哥特式或者古典式，均可以从入口处通过一个独立的前廊延伸至圣坛，并且可以通过拱廊再分为两个独立的侧廊。